# Хоне Хеке
Хоне Вирему Хеке Покай или Хоне Хеке (маори Hōne Heke, или Hone Wiremu Heke Pokai; 1807, Pakaraka, Нортленд, Новая Зеландия — 1850, Нгапухи) — рангатира (вождь) народа маори и военный лидер в Новой Зеландии. Считается основным инициатором Войны за Флагшток.

## Биография
Родился в городе Пакарака в Новой Зеландии. Хеке был влиятельным вождем племени Нгапухи. Он вырос в районе Кайко, пережив превратности племенных войн. В юности он учился в миссионерской школе в Керикери и попал под влияние миссионера Генри Уильямса. Впоследствии он, его жена и дети приняли христианство.
Хоне Хеке имел репутацию бесстрашного воина, он принимал участие в первой битве вблизи города Корорарика (ныне Расселл) в 1830 году, во время экспедиции англичан в Таурангу, а также воевал с племенами против Помаре II в 1837 году.
Есть противоречивые версии о том, что Хоне Хеке не подписывал Договор Вайтанги, но эта версия не имеет никаких доказательств.

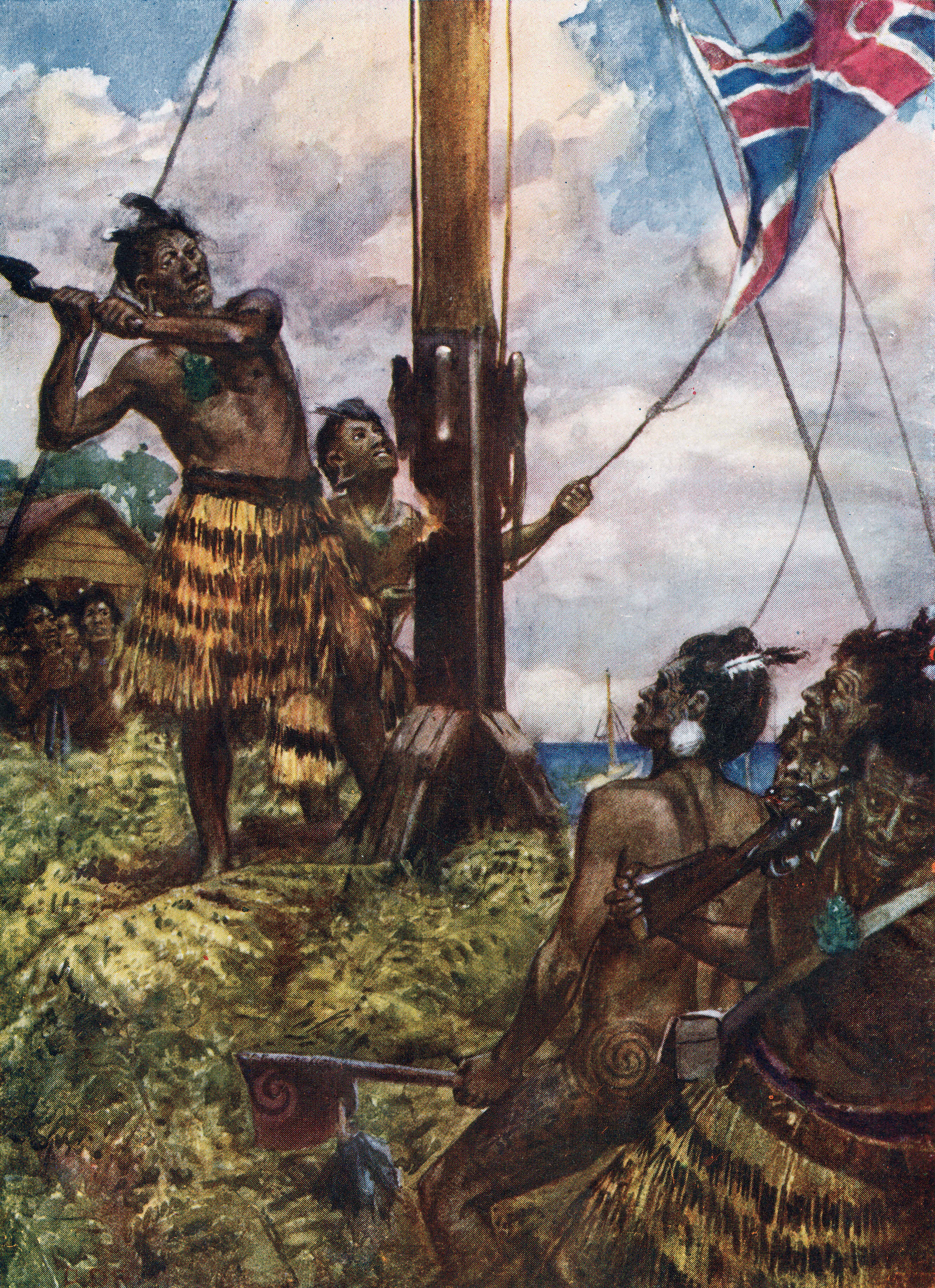
Хоне Хеке срубает флагшток в Корорареке. Картина Артура Дэвида Маккормика

## Освободительное движение
Недовольство маори росло после подписания договора Вайтанги. Столица новой колонии была перенесена с Окиато в Окленд с соответствующей потерей доходов на водные ресурсы залива Бей. Введение таможенных пошлин, запрет на вырубку деревьев каури и государственный контроль на продажу земли — всё это способствовало экономической депрессии для маори. Кроме того, стало ясно, что англичане считали вождей подчиненными, хотя договор обещал равноправное партнёрство.
В подтверждение бедственного положения маори под британской короной, Хоне Хек срубил британский флаг с флагштока, который был установлен в Корорарике. Британцы расценили это как акт восстания, и начали чистки среди маори. 
В течение 6 месяцев Хоне Хек рубил флагшток три раза, чтобы предотвратить повторные подобные ситуации, флагшток начал охранять батальон английских солдат. Хек создал утечки информации с помощью приближенного Те Руки Кавити и, в то время как солдаты сражались на пляже, Хек и некоторые другие его приближенные подползли к флагштоку и срубили его в четвёртый раз - это было начало Войны за флагшток.
Хек принимал активное участие в ранних стадиях конфликта, но был тяжело ранен в битве Те Аху Аху и не присоединился к борьбе до завершающего этапа в Осаде Руапекапека через несколько месяцев после начала конфликта. Вскоре после этого, Хеке и его союзник Кавити встретились с их принципиальным противником, другим вождем маори, Тамати Вака Нене и решили искать мира. Нене отправился в Окленд, чтобы сообщить губернатору Джорджу Грею, что маори хотят мира. В 1848 году Хоне Хеке и Джордж Грей подписали мирный договор в Окленде.
Хоне Хеке умер в 1850 году от туберкулеза. Он до сих пор считается великим вождем племени Нгапухи, как среди и многих других племен маори. Был захоронен в пещере недалеко от Пакараки.
В апреле 2011 года председатель Фонда Хоне Хеке и его потомок Дэвид Ранкин объявил, что кости Хоне Хеке будут перенесены и похоронены на общественном кладбище, поскольку рядом с пещерой велись строительные работы. В мае 2011 года Ранкин руководил перемещением останков Хеке.